# 梅尔里希施塔特
梅尔里希施塔特（德語：Mellrichstadt，發音：[ˈmɛlʁɪçˌʃtat] ⓘ）是德国巴伐利亚州下弗兰肯行政区伦-格拉布费尔德县的城市，面积55.99平方千米，2023年12月31日人口为5,599人。